# À vendredi, Robinson
Pour plus de détails, voir Fiche technique et Distribution.
À vendredi, Robinson est film franco-helvético-irano-libanais réalisé par Mitra Farahani et sorti en 2022.

## Synopsis
Le film retrace un dialogue à distance entre Ebrahim Golestan, écrivain et cinéaste iranien, et Jean-Luc Godard.

## Fiche technique
- Titre : À vendredi, Robinson
- Réalisation : Mitra Farahani
- Scénario : Mitra Farahani
- Photographie : Fabrice Aragno et Daniel Zafer
- Son : Fabrice Aragno et Daniel Zafer
- Montage : Mitra Farahani, Fabrice Aragno et Yannick Kergoat
- Production : Écran Noir productions - Casa Azul Films - Pejman Foundation - Shortcut Film
- Pays de production :  France -  Suisse -  Iran -  Liban
- Durée : 97 minutes
- Dates de sortie : France - juillet 2022 (FIDMarseille) et 14 septembre 2022 (sortie nationale)

## Distribution
- Ebrahim Golestan
- Jean-Luc Godard

## Distinctions

### Récompenses
- Prix spécial du jury - Berlinale 2022[1],[2]

### Sélections
- FIDMarseille 2022[3]
- Visions du réel 2022[4]
- Festival international du film de Karlovy Vary 2022[5]